# Sun Ganlu
En una onomàstica xinesa Sun es el cognom i Ganlu el prenom.
Sun Ganlu (xinès simplificat: 孙甘露) (Shanghai 1959 - ) escriptor xinès, guanyador del 11è Premi Mao Dun de Literatura de l'any 2023 per la novel·la 千里江山图 (Mil milles de rius i muntanyes).  Se'l ha definit com escriptor de avantguarda i també com a novel·lista de Shanghai.

## Biografia
Sun Ganlu va néixer el 10 de juliol de 1959 a Shanghai (Xina). El seu pare era soldat, la seva mare mestra, i tots dos, originaris de Shandong, van arribar a Shanghai el 1949 amb l'Exèrcit Popular d'Alliberament.

#### Carrera literària
Abans de començar la seva carrera literària va treballar com empleat de correus. Va publicar la seva primera obra, un recull de contes, l'any 1986, amb el títol "访问梦境 (Visita al món dels somnis)". L'any següent va publicar dos contes, "Sóc un jove borratxo (我是少年酒坛子) i "Les cartes del missatger (信使之函)" que el van ajudar a definir com a escriptor d'avantguarda, al costat d'autors com Ge Fei, Wang Shuo i Yu Hua. El 1989 va publicar la seva primera novel·la "Respira" (呼吸). Posteriorment va seguir publicant contes, però també aborda l'assaig, i el 1994,va escriure "Aquest lloc no és casa seva" (此地是他乡) una vasta pintura retrospectiva que busca en les aventures de la història dels inicis del segle XX les fonts del comportament actual de la ciutat de Shanghai. Va seguir amb la temàtica sobre la ciutat a els anys noranta, amb “Shanghai sobre l'aigua” (上海流水), publicada l'any 2010, durant la celebració de l'Exposició Universal de Shanghai (2010).
El 2012 va publicar una altra sèrie de assajos com "Avui tot està bé" (今日无事), dividida en quatre parts: "Lectures" ("读写") i “Notes sobre cinema” (“电影眉批”) , “De coses i altres” (“事物”) i “Conferències” (“演讲”).
El 2023 va guanyar el Premi Mao Dun de Literatura per la novel·la 千里江山图 (Mil milles de rius i muntanyes). Ambientada l'any 1933, la novel·la es basa en un esdeveniment històric de com el Comitè Central del Partit Comunista de la Xina es va traslladar de manera secreta i estratègica de Shanghai a Ruijin amb l'ajuda d'un grup de membres clandestins del Partit. El títol de la novel·la és el mateix que la coneguda pintura de Wang Ximeng de la dinastia Song (960-1279), un paisatge espectacular que inclou escenes detallades de la vida quotidiana de la gent normal i va ser adaptada com obra radiofònica per Wang Xing i protagonitzada per l'actriu Xi Meijuan.

#### Estil
L'estil de Sun s'ha definit com a poètic i ple de metàfores, amb influències de Jorge Luis Borges i un procés narratiu qur trenca les normes tradicionals i lluny del realisme socialista de la literatura maoista. Les seves obres han estat escollides per incloure'ls en una col·lecció de novel·les destacades dels últims cinquanta anys i s'han inclòs en una llista de les 50 novel·les xineses més importants del període (1977-2000). Les seves obres han estat traduïdes a l'anglès, francès, japonès, rus, italià, i obres individuals s'han inclòs en diverses antologies literàries nacionals i estrangeres.   